# Circunscrições eclesiásticas católicas da Bélgica
As circunscrições eclesiásticas católicas da Bélgica consistem em uma província eclesiástica e 7 dioceses sufragâneas. Também há um ordinariato militar.

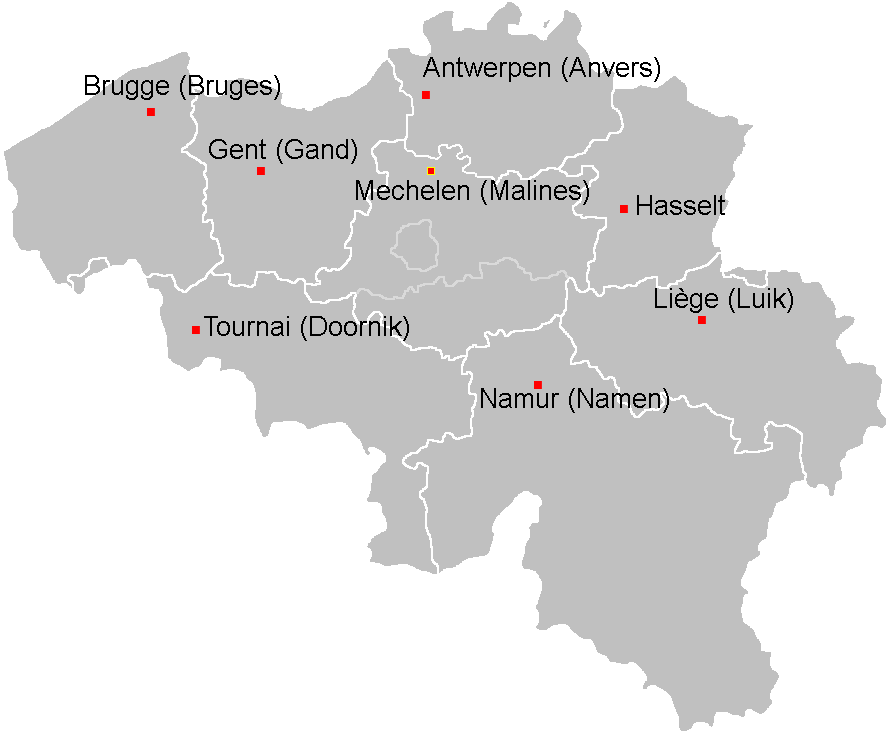
Dioceses da Bélgica

## Província Eclesiástica de Malinas-Bruxelas
- Arquidiocese de Malinas-Bruxelas
  - Diocese de Antuérpia
  - Diocese de Bruges
  - Diocese de Gante
  - Diocese de Hasselt
  - Diocese de Liège
  - Diocese de Namur
  - Diocese de Tournai
  - Ordinariato militar